# Roger Berbig
Roger Berbig (Zurigo, 6 novembre 1954) è un ex calciatore e medico svizzero, di ruolo portiere.

## Palmarès

### Club

#### Competizioni nazionali
- Campionato svizzero: 4

Grasshoppers: 1977-1978, 1981-1982, 1982-1983, 1983-1984
- Coppa Svizzera: 1

Grasshoppers: 1982-1983
- Coppa di Lega svizzera: 2

Grasshoppers: 1973, 1974-1975

#### Competizioni internazionali
- Coppa Piano Karl Rappan: 1

Grasshoppers: 1979

## Statistiche

### Cronologia presenze e reti in nazionale
| Cronologia completa delle presenze e delle reti in nazionale ― Svizzera | Cronologia completa delle presenze e delle reti in nazionale ― Svizzera | Cronologia completa delle presenze e delle reti in nazionale ― Svizzera | Cronologia completa delle presenze e delle reti in nazionale ― Svizzera | Cronologia completa delle presenze e delle reti in nazionale ― Svizzera | Cronologia completa delle presenze e delle reti in nazionale ― Svizzera | Cronologia completa delle presenze e delle reti in nazionale ― Svizzera | Cronologia completa delle presenze e delle reti in nazionale ― Svizzera |
| Data                                                                    | Città                                                                   | In casa                                                                 | Risultato                                                               | Ospiti                                                                  | Competizione                                                            | Reti                                                                    | Note                                                                    |
| ----------------------------------------------------------------------- | ----------------------------------------------------------------------- | ----------------------------------------------------------------------- | ----------------------------------------------------------------------- | ----------------------------------------------------------------------- | ----------------------------------------------------------------------- | ----------------------------------------------------------------------- | ----------------------------------------------------------------------- |
| 4-4-1978                                                                | Basilea                                                                 | Svizzera                                                                | 0 – 1                                                                   | Austria                                                                 | Amichevole                                                              | -                                                                       | 46’                                                                     |
| 5-5-1979                                                                | San Gallo                                                               | Svizzera                                                                | 0 – 2                                                                   | Germania Est                                                            | Qual. Euro 1980                                                         | -2                                                                      |                                                                         |
| 9-6-1979                                                                | Reykjavík                                                               | Islanda                                                                 | 1 – 2                                                                   | Svizzera                                                                | Qual. Euro 2012                                                         | -1                                                                      |                                                                         |
| 17-11-1979                                                              | Udine                                                                   | Italia                                                                  | 2 – 0                                                                   | Svizzera                                                                | Amichevole                                                              | -2                                                                      |                                                                         |
| 10-9-1980                                                               | Basilea                                                                 | Svizzera                                                                | 2 – 3                                                                   | Germania Ovest                                                          | Amichevole                                                              | -2                                                                      | 46’                                                                     |
| 9-3-1982                                                                | Balzers                                                                 | Liechtenstein                                                           | 0 – 1                                                                   | Svizzera                                                                | Amichevole                                                              | -                                                                       |                                                                         |
| 7-9-1982                                                                | San Gallo                                                               | Svizzera                                                                | 3 – 2                                                                   | Bulgaria                                                                | Amichevole                                                              | -2                                                                      |                                                                         |
| 1-12-1982                                                               | Marousi                                                                 | Grecia                                                                  | 1 – 3                                                                   | Svizzera                                                                | Amichevole                                                              | -                                                                       | 46’                                                                     |
| 14-5-1983                                                               | Berna                                                                   | Svizzera                                                                | 0 – 0                                                                   | Germania Est                                                            | Qual. Euro 1984                                                         | -                                                                       | cap.                                                                    |
| 17-6-1983                                                               | Basilea                                                                 | Svizzera                                                                | 1 – 2                                                                   | Brasile                                                                 | Amichevole                                                              | -2                                                                      | 46’                                                                     |
| 7-9-1983                                                                | Neuchatel                                                               | Svizzera                                                                | 0 – 0                                                                   | Cecoslovacchia                                                          | Amichevole                                                              | -                                                                       |                                                                         |
| 12-10-1983                                                              | Berlino                                                                 | Germania Est                                                            | 3 – 0                                                                   | Svizzera                                                                | Qual. Euro 1984                                                         | -3                                                                      |                                                                         |
| 26-10-1983                                                              | Basilea                                                                 | Svizzera                                                                | 2 – 0                                                                   | Jugoslavia                                                              | Amichevole                                                              | -                                                                       |                                                                         |
| 9-11-1983                                                               | Berna                                                                   | Svizzera                                                                | 3 – 1                                                                   | Belgio                                                                  | Qual. Euro 1984                                                         | -1                                                                      | cap.                                                                    |
| 30-11-1983                                                              | Algeri                                                                  | Algeria                                                                 | 1 – 2                                                                   | Svizzera                                                                | Amichevole                                                              | -1                                                                      | cap.                                                                    |
| 2-12-1983                                                               | Abidjan                                                                 | Costa d'Avorio                                                          | 1 – 0                                                                   | Svizzera                                                                | Amichevole                                                              | -1                                                                      | cap.                                                                    |
| 4-12-1983                                                               | Abidjan                                                                 | Zimbabwe                                                                | 3 – 2                                                                   | Svizzera                                                                | Amichevole                                                              | -1                                                                      | cap. 46’                                                                |
| 27-3-1984                                                               | Zurigo                                                                  | Svizzera                                                                | 1 – 1                                                                   | Polonia                                                                 | Amichevole                                                              | -1                                                                      | cap.                                                                    |
| 2-5-1984                                                                | Berna                                                                   | Svizzera                                                                | 0 – 0                                                                   | Svezia                                                                  | Amichevole                                                              | -                                                                       | 46’                                                                     |
| Totale                                                                  |                                                                         | Presenze                                                                | 19                                                                      |                                                                         | Reti                                                                    | -19                                                                     |                                                                         |